# Pierre Thoelen
Pierre Andries Thoelen (Hoeselt, 30 november 1883 - aldaar, 18 augustus 1952) was een Belgisch CVP-politicus.

## Korte bestuursperiode
Thoelen werd gekozen als gemeenteraadslid tijdens de gemeenteraadsverkiezingen van 1946, om begin 1947 als schepen van de gemeente Hoeselt aangesteld te worden. Aanvankelijk werd René Nartus (1902-1998) verkozen als burgemeester om kort nadien gedeputeerde van de provincie Limburg te worden.
Pierre Thoelen - vooral actief in de geledingen van de landbouwsector - werd daarop voorgedragen als burgemeester van de gemeente. Hij was erevoorzitter van de plaatselijke Bond der Kroostrijke Gezinnen; ondervoorzitter van de plaatselijke afdeling van de Kristen Middenstand; voorzitter van de Boerengilde; ondervoorzitter van de Vee- en Paardenverzekering; bestuurslid van de Raiffeisenkas; bestuurslid van de Zuivelfabriek St.-Servatius van Diepenbeek en lid van het plaatselijk Scholencomiteit.
In 1952 kwam hij plots te overlijden tijdens zijn ambt. Hij was toen reeds geruime tijd weduwnaar en vader van 10 kinderen, waaronder Jozef Thoelen tevens latere burgemeester van Hoeselt.